# Foudre 2000
Maillots
Le Foudre 2000 est un club mahorais de football basé à Dzoumogné, village de la commune de Bandraboua.
Le club joue ses matchs à domicile au Stade de Dzoumogné.

## Histoire
Le club de Foudre 2000 accède à la première division mahoraise en 2007, prenant part à la  Coupe de France 2006-07 (où le club perd au 7e tour contre Tours FC ) la première de son histoire.
L année suivante, ils réitereront leur performance, en Coupe de France où le club perd au 7e tour contre l AS Cannes.
En 2016, Foudre 2000 remporte pour la première fois le championnat de l'île. L'année suivante, le club parvient à se hisser jusqu'en finale de la Coupe de Mayotte, qu'elle perd 1-0 contre le FC Mtsapéré

## Palmarès
| Compétitions nationales                                                                    |
| ------------------------------------------------------------------------------------------ |
| - Championnat de Mayotte (1) : - Champion : 2016. - Coupe de Mayotte : - Finaliste : 2017. |

## Présidents du club
- Siaka Hamza[5]